# Pierre des douze Apôtres
Pour les articles homonymes, voir Breitenstein.
 (décembre 2024).
Si vous disposez d'ouvrages ou d'articles de référence ou si vous connaissez des sites web de qualité traitant du thème abordé ici, merci de compléter l'article en donnant les références utiles à sa vérifiabilité et en les liant à la section « Notes et références ».
Le Breitenstein, se situe dans la commune française de Meisenthal et le département de la Moselle. Traduit littéralement par pierre large ou plus justement par pierre frontière, le Breitenstein est un bloc de grès rouge d'une hauteur de quatre mètres quarante.

## Toponymie
Anciennes mentions : Breidestain (1170) ; Breitesten (1196) ; Breistenstein (1295) ; Breitenstein (1592). 
En français : la Pierre des douze Apôtres, en allemand : Breitenstein et Zwölfapostelstein, en francique rhénan lorrain : Breidestän.

## Histoire
Selon la tradition orale, la pierre date de l'époque druidique et aurait été utilisée comme pierre sacrificielle ou élevée en l'honneur de quelque divinité. Plus tard, le monolithe marque, dit-on, l'emplacement de la sépulture d'un général païen. Vient la lente christianisation de ces régions germaniques. On débaptise le rocher selon une technique qui consiste à garder tous les objets vénérables des anciens cultes, en leur donnant toutefois une orientation chrétienne. Bien plus tard, on complète le monument d'un groupe de 1,50 mètre de haut, représentant le Christ en croix, flanqué de la Sainte Vierge et de Marie-Madeleine à ses pieds. Au-dessous, sur le pourtour, les douze apôtres, en relief, trois sur chaque face, semblent veiller sur la forêt en regardant les quatre horizons. 

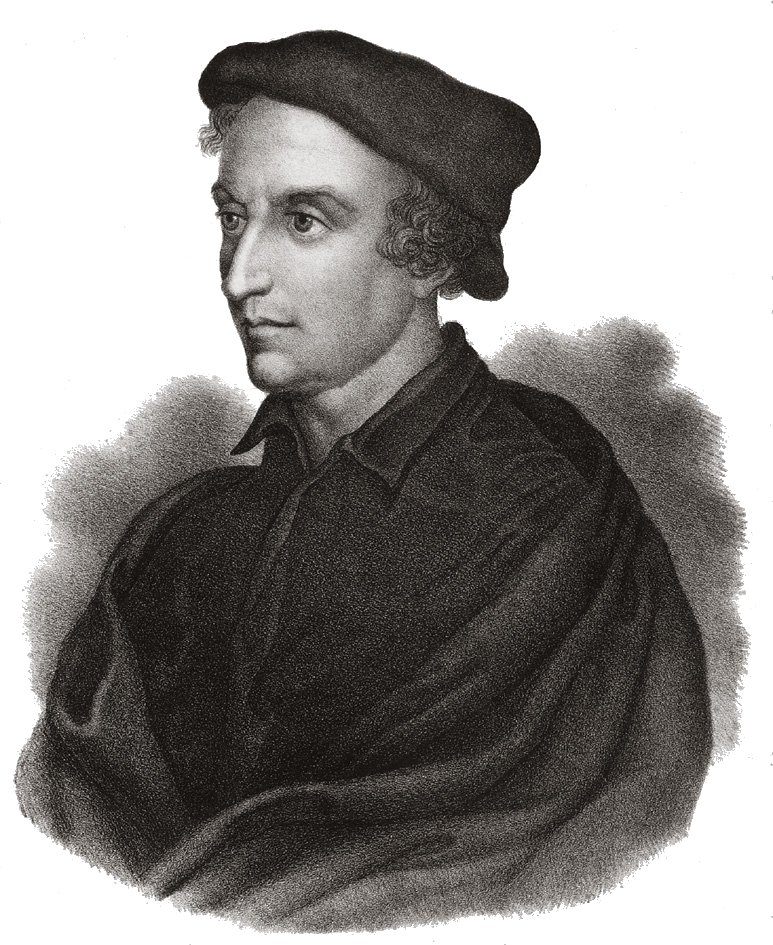
Philippe Melanchthon

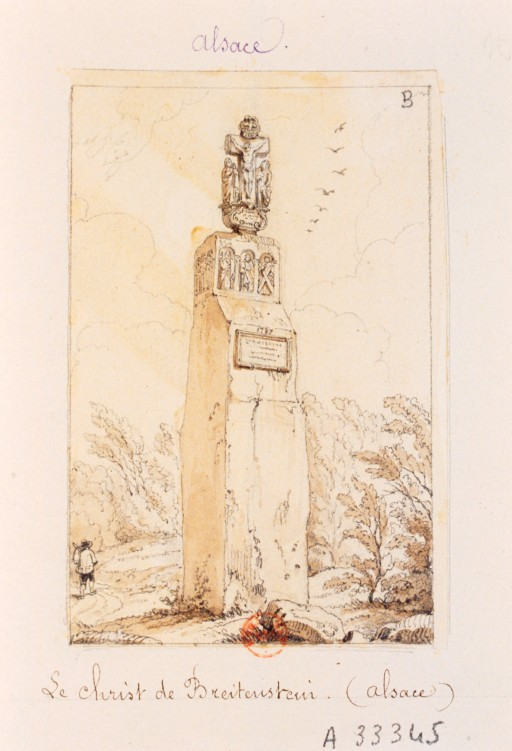
Peinture d'Adrien Dauzats (1808-1868)

Ces sculptures sont tardives puisqu'elles sont sans doute ajoutées au XVIIIe siècle, peut-être même en 1787, si l'on en juge par l'inscription placée au-dessus de cette date. Elle reproduit sur quatre lignes le nom des douze apôtres, le tout en allemand en écriture gothique. Certaines personnes assurent que cet embellissement est dû à un riche marchand de vin d'Ingwiller, en remerciement à Dieu pour un bienfait reçu. Cette curieuse pierre nous livre bien d'autres détails intéressants. C'est ainsi que l'on reconnaît sur le côté sud, l'écusson de Lorraine surmonté de la date 1609. Lorsqu'on sait que dans la forêt toute proche se trouve un alignement de bornes, on peut penser que le Breitenstein, cette Lata Petra dont parlent les anciens textes latins, prend place lui aussi dans le tracé frontalier délimitant, depuis 1606, les domaines respectifs des ducs de Lorraine et des comtes de Hanau. 
De nos jours, la limite des communes, des départements de la Moselle et du Bas-Rhin, ainsi que des évêchés de Metz et de Strasbourg, épouse toujours l'ancien tracé féodal. Ces bornes, éparpillées à intervalle fixe, portent sur la face qui regarde Bitche le blason à la croix de Lorraine, entouré du mot Lothring au-dessus et de la date 1605 en dessous. Sur la face opposée, on peut voir l'écusson de Hanau, reconnaissable à ses trois chevrons. De nombreux hommes, de tribus et de peuples ont contemplé le Breitenstein depuis l'époque où il assurait la frontière entre la Germania superior et la Gallia Belgica.
Melanchthon, le disciple préféré[réf. souhaitée] de Luther, prêche la Réforme à ce carrefour et il faut croire qu'il le fait avec succès puisque presque tous les villages de la vallée sont à forte majorité protestants. Parmi les rassemblements auxquels cette pierre a servi de point de ralliement, il en est un qui s'est perpétué fort longtemps, jusqu'à ces dernières décennies : celui des Tsiganes. Chaque année, pour le 15 août, des tribus de Tsiganes s'y rencontraient au terme d'un voyage dont la longueur et les conditions nous feraient peur aujourd'hui. Ils furent plus de deux mille rassemblés ici les dernières années précédant le deuxième conflit mondial.
Ce monument fait l’objet d’un classement au titre des monuments historiques depuis le 16 février 1930.

## Galerie d'images

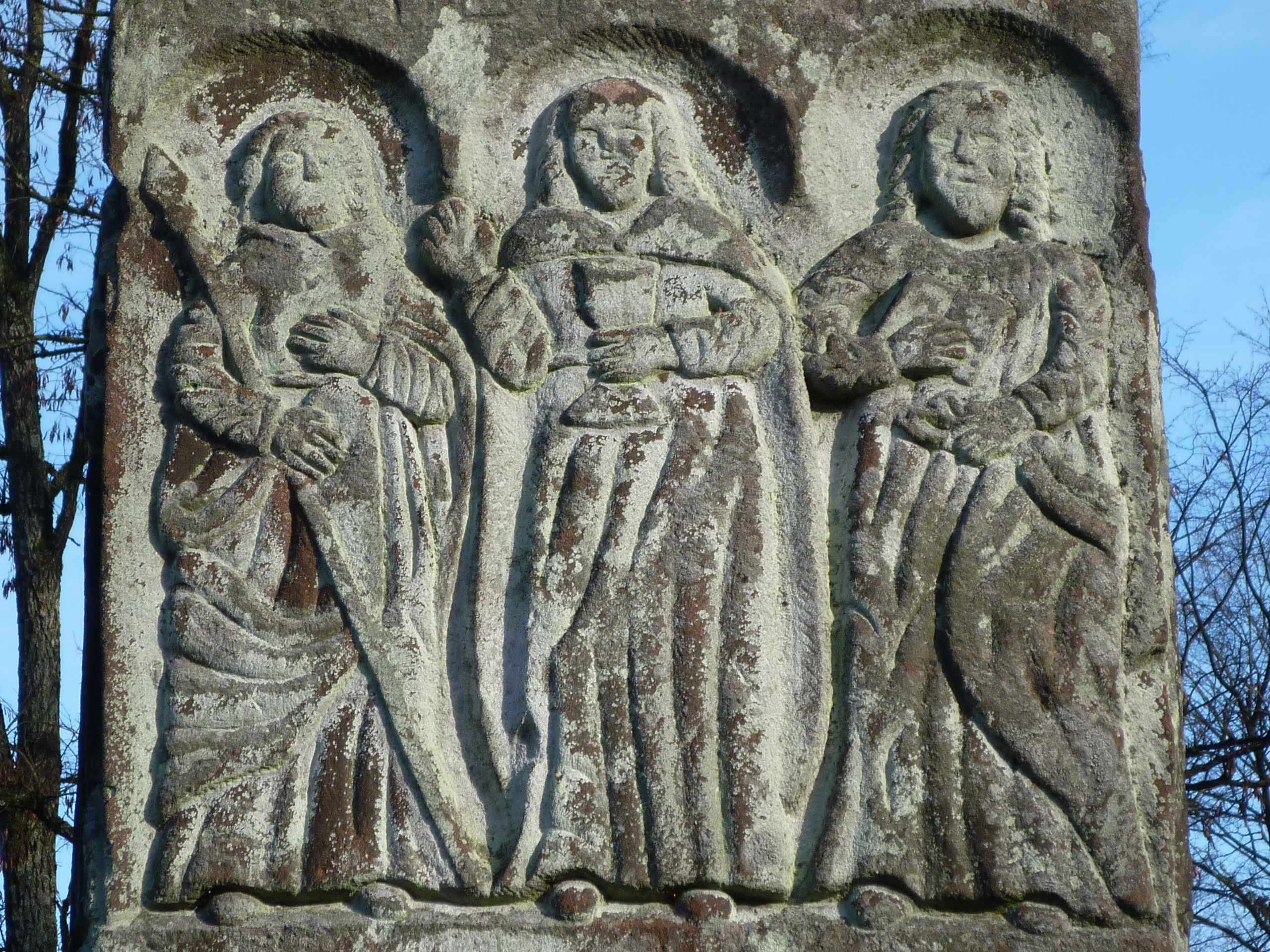
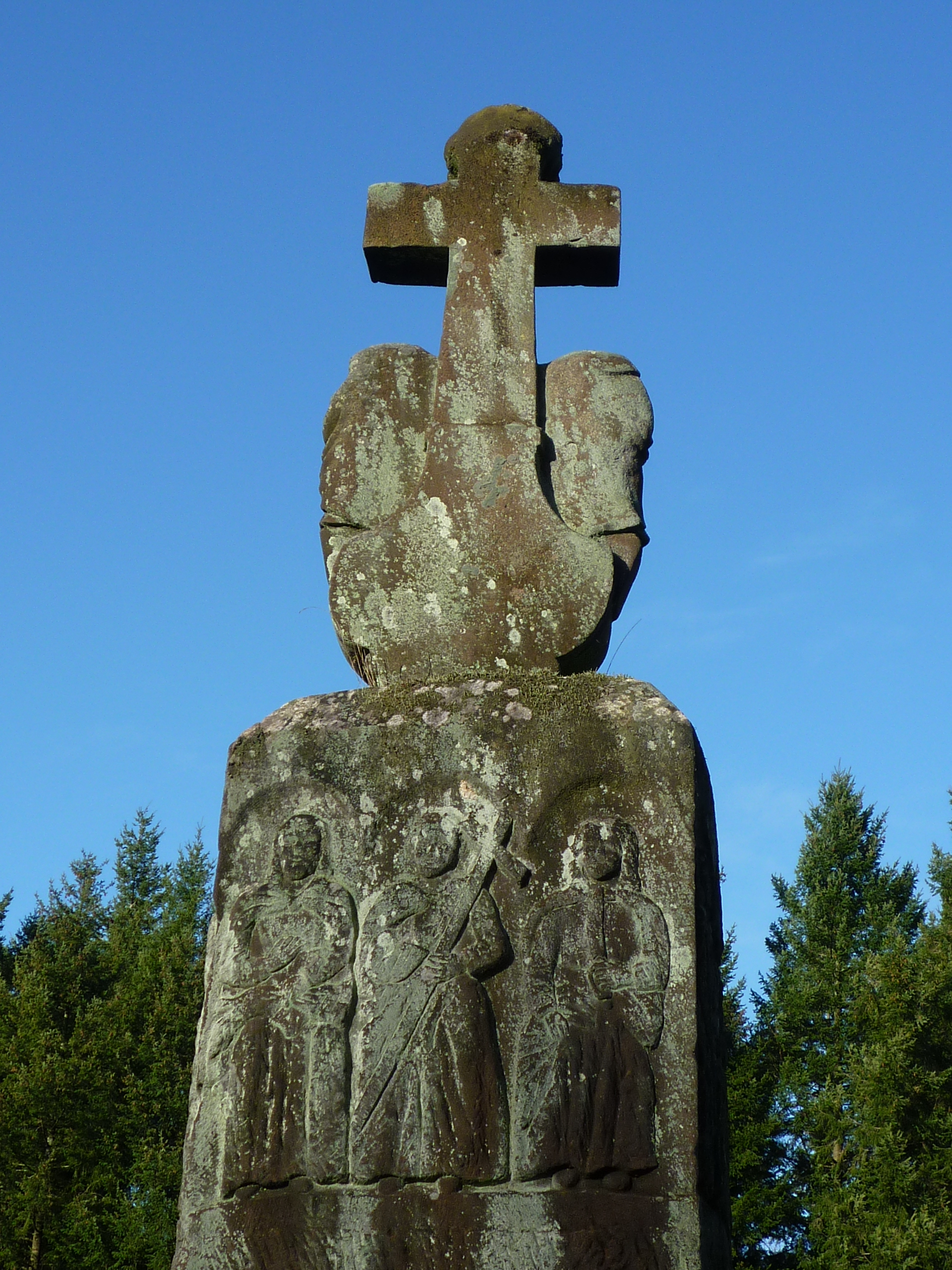